# Powiat jędrzejowski
Powiat jędrzejowski – powiat w Polsce (województwo świętokrzyskie), utworzony w 1999 roku w ramach reformy administracyjnej. Jego siedzibą jest miasto Jędrzejów.
W skład powiatu wchodzą:
- gminy miejsko-wiejskie: Jędrzejów, Małogoszcz, Sędziszów, Sobków, Wodzisław
- gminy wiejskie: Imielno, Nagłowice, Oksa, Słupia
- miasta: Jędrzejów, Małogoszcz, Sędziszów, Sobków, Wodzisław

Powiat jędrzejowski graniczy z trzema powiatami województwa świętokrzyskiego: włoszczowskim, kieleckim i pińczowskim, z jednym powiatem województwa małopolskiego: miechowskim oraz z jednym powiatem województwa śląskiego: zawierciańskim.
Według danych z 31 grudnia 2019 roku powiat zamieszkiwało 85 379 osób. Natomiast według danych z 30 czerwca 2020 roku powiat zamieszkiwało 85 179 osób.

## Gminy
Liczba ludności i powierzchnia gmin (na grudzień 2018).
| Gmina                     | Ludność         | Powierzchnia           |
| ------------------------- | --------------- | ---------------------- |
| Jędrzejów (w tym miasto)  | 28 324 (15 282) | 226,62 km² (11,37 km²) |
| Sędziszów (w tym miasto)  | 12 599 (6 494)  | 145,65 km² (7,92 km²)  |
| Małogoszcz (w tym miasto) | 11 626 (3 809)  | 146,05 km² (9,68 km²)  |
| Wodzisław (w tym miasto)  | 7 100 (1 153)   | 176,89 km² (7,94 km²)  |
| Sobków (w tym miasto)     | 8 533 (1 016)   | 144,31 km² (10,38 km²) |
| Nagłowice                 | 4993            | 117,29 km²             |
| Oksa                      | 4605            | 90,72 km²              |
| Imielno                   | 4420            | 101,01 km²             |
| Słupia                    | 4368            | 108,42 km²             |
| Razem                     | 86 405          | 1257 km²               |

## Demografia

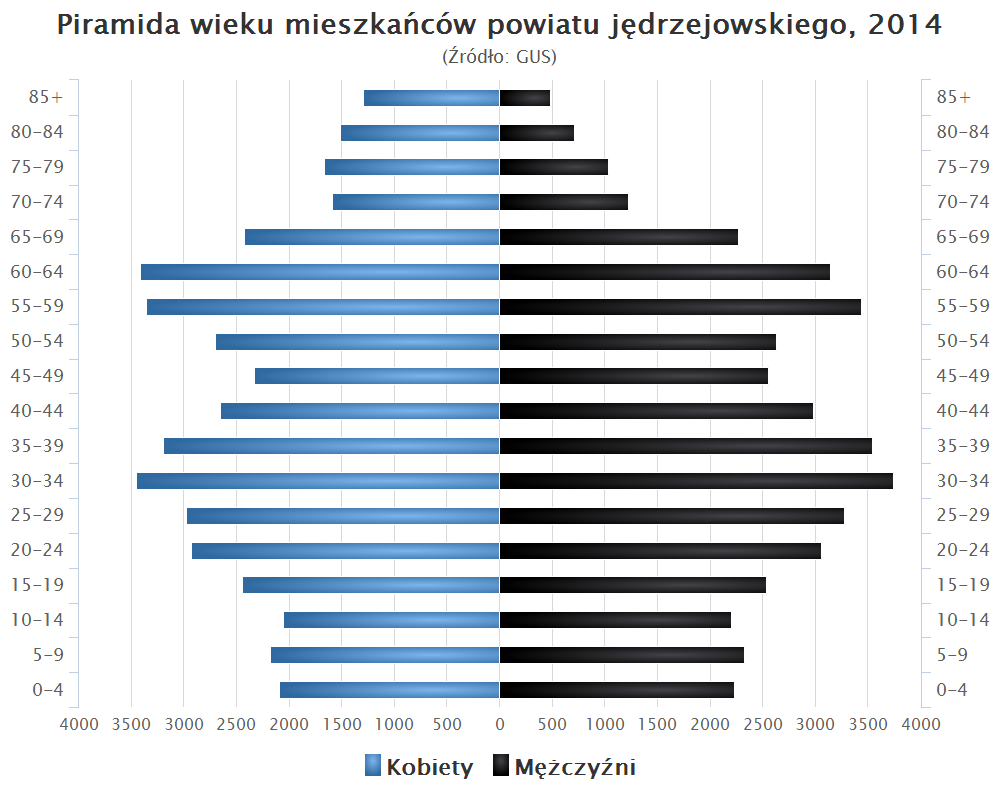
Piramida wieku mieszkańców powiatu jędrzejowskiego w 2014 roku

Liczba ludności (dane z 31 grudnia 2010):
|        | Ogółem | Ogółem | Kobiety | Kobiety | Mężczyźni | Mężczyźni |
| osób   | %      | osób   | %       | osób    | %         |           |
| ------ | ------ | ------ | ------- | ------- | --------- | --------- |
| Ogółem | 88 357 | 100    | 44 630  | 50,51   | 43 727    | 49,49     |
| Miasto | 26 627 | 30,14  | 13 698  | 15,50   | 12 929    | 14,63     |
| Wieś   | 61 730 | 69,86  | 30 932  | 35,01   | 30 798    | 34,86     |

▶Wieś vs ▶miasto
Ogółem (▶k, ▶m)
Miasto (▶k, ▶m)
Wieś (▶k, ▶m)

## Charakterystyka geograficzna
Powiat jędrzejowski położony jest na Wyżynie Małopolskiej w większości w obrębie Niecki Nidziańskiej a jego północno-zachodnie tereny leżą na Wyżynie Przedborskiej. W skład Niecki wchodzi charakterystyczny dla tego regionu Płaskowyż Jędrzejowski. Teren płaskowyżu jest pofałdowany i opada łagodnymi garbami z zachodu na wschód. Dominują tu gleby urodzajne, przeważnie rędziny. Obszar zbudowany jest z utworów węglanowych górnej kredy.

## Obszary chronione
- Miechowsko-Działoszycki Obszar Chronionego Krajobrazu (M-DOChK) – w obrębie powiatu rozciąga się na obszarach gmin Słupia, Sędziszów i Wodzisław.
- Włoszczowsko-Jędrzejowski Obszar Chronionego Krajobrazu (W-JOChK) – w obrębie powiatu rozciąga się na obszarach gmin Nagłowice, Oksa, Jędrzejów i niewielkimi fragmentami na terenach gmin Małogoszcz, Sobków i Imielno.
- Konecko-Łopuszniański Obszar Chronionego Krajobrazu (częściowo w gminie Małogoszcz) – ma powierzchnię 98 359 ha. Prawie 50% jego obszaru zajmują duże kompleksy leśne z wielogatunkowymi drzeworostami. Bogata jest fauna reprezentowana przez zwierzęta łowne i ptaki.

## Historia powiatu
Przed I wojną światową powiat należał do guberni kieleckiej, zaś po wojnie do województwa kieleckiego. Po II wojnie światowej ponownie włączono go do województwa kieleckiego. Powiat istniał aż do reformy administracyjnej w 1975 roku. Kolejna reforma w 1999 roku przywróciła powiat jędrzejowski i włączyła go do województwa świętokrzyskiego.
Osadnictwo na terenie powiatu jędrzejowskiego ma długą historię. W wyniku badań archeologicznych w okolicy Sobkowa i Nagłowic odkryto liczne stanowiska kultury łużyckiej oraz świadectwa wpływów rzymskich na tych terenach.
Podczas walk narodowowyzwoleńczych w obrębie powiatu rozegrano wiele potyczek, w tym najkrwawszą bitwę powstania styczniowego w 1863 roku pod Małogoszczem. W ramach reperkusji po stłumieniu powstania miastom powiatu (Jędrzejów, Małogoszcz, Sobków, Wodzisław) odebrano prawa miejskie.
Podczas II wojny światowej na terenie powiatu walczyły oddziały Batalionów Chłopskich, NSZ i Armii Krajowej.